# Museo mineralogico e naturalistico di Bormio
Il Museo mineralogico e naturalistico di Bormio, fondato nel 1972, è un centro espositivo dedicato alla mineralogia e alla fauna alpina.

## Descrizione
Ospita una collezione di oltre 4.000 esemplari di cristalli provenienti dalle Alpi e da altre parti del mondo, tra cui alcuni molto rari e di grande valore scientifico. Oltre ai minerali, il museo include diorami di fauna alpina, fossili e reperti storici. L'istituzione comprende anche un laboratorio d'arte dedicato alla lavorazione delle pietre dure.
In aggiunta alla parte espositiva, il museo organizza periodicamente mostre temporanee e attività didattiche per scuole e gruppi di visitatori. Oltre che i minerali e fossili, il museo ospita una sezione dedicata alla biodiversità alpina, con modelli di animali che popolano il territorio circostante.
Il museo contribuisce alla divulgazione scientifica nel campo della mineralogia e geologia, oltre a rappresentare una risorsa culturale per il territorio valtellinese.

## Galleria d'immagini

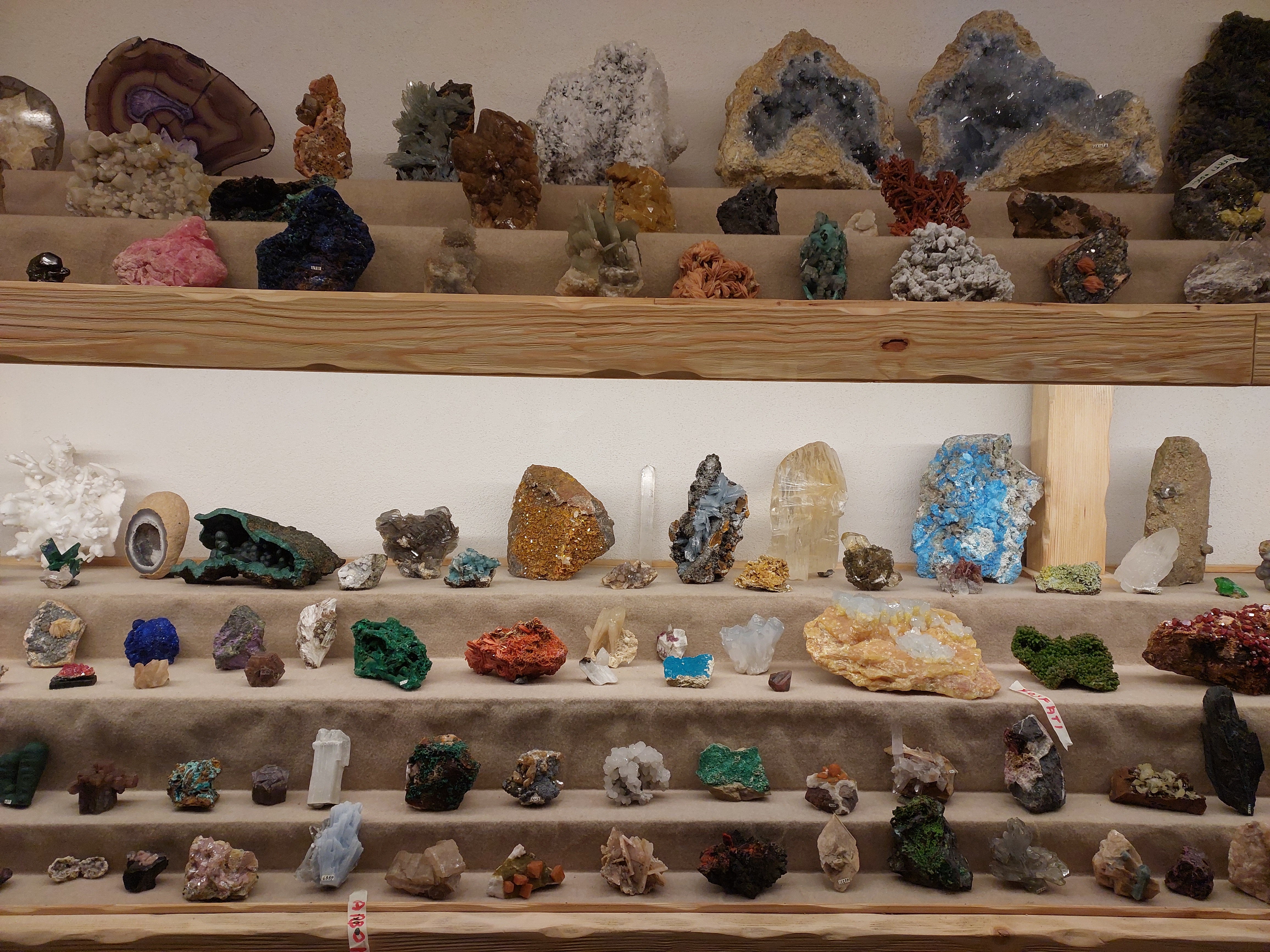
Vetrina esposizione Museo Mineralogico e Naturalistico di Bormio
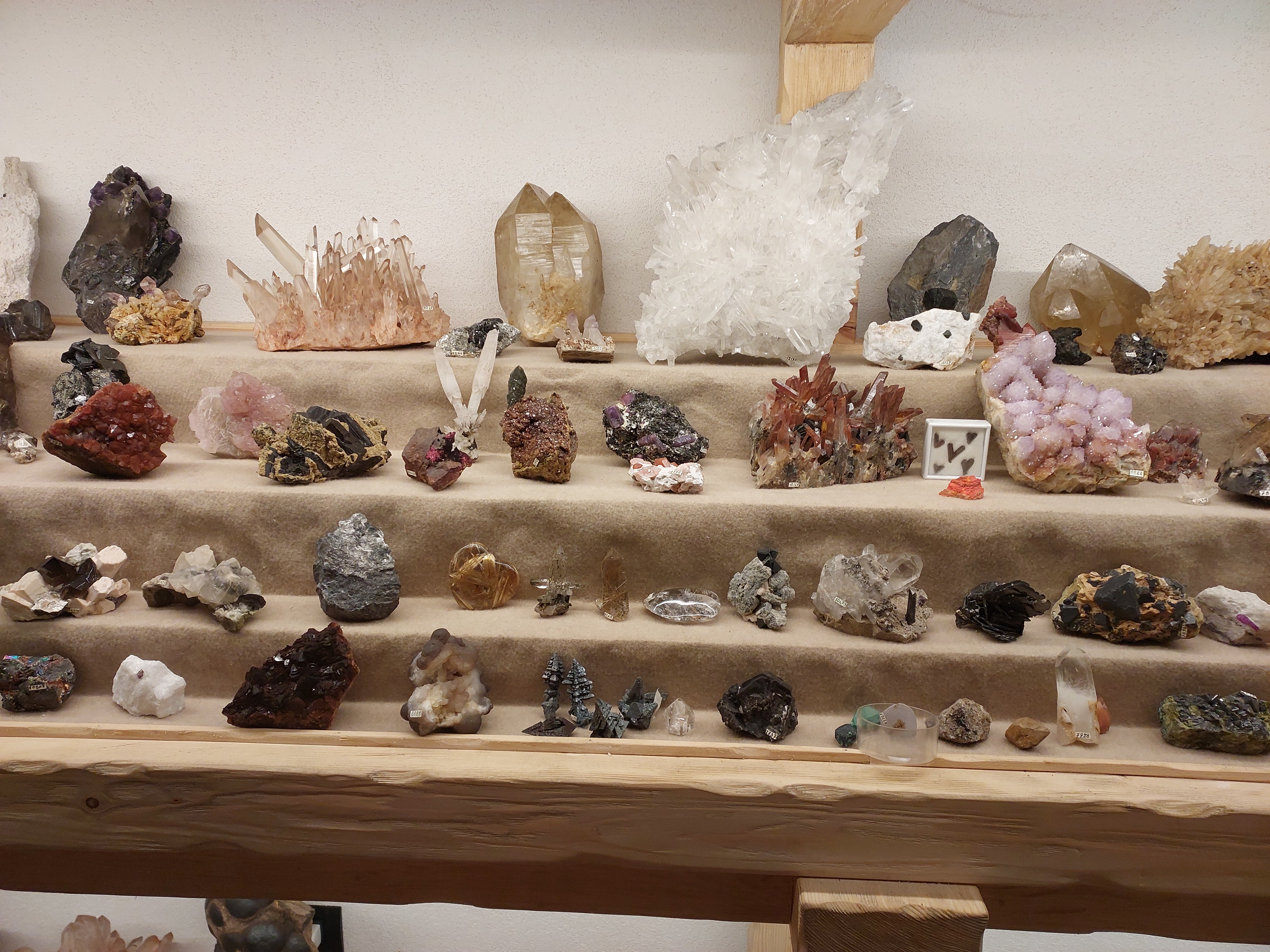
Vetrina esposizione Museo Mineralogico e Naturalistico di Bormio
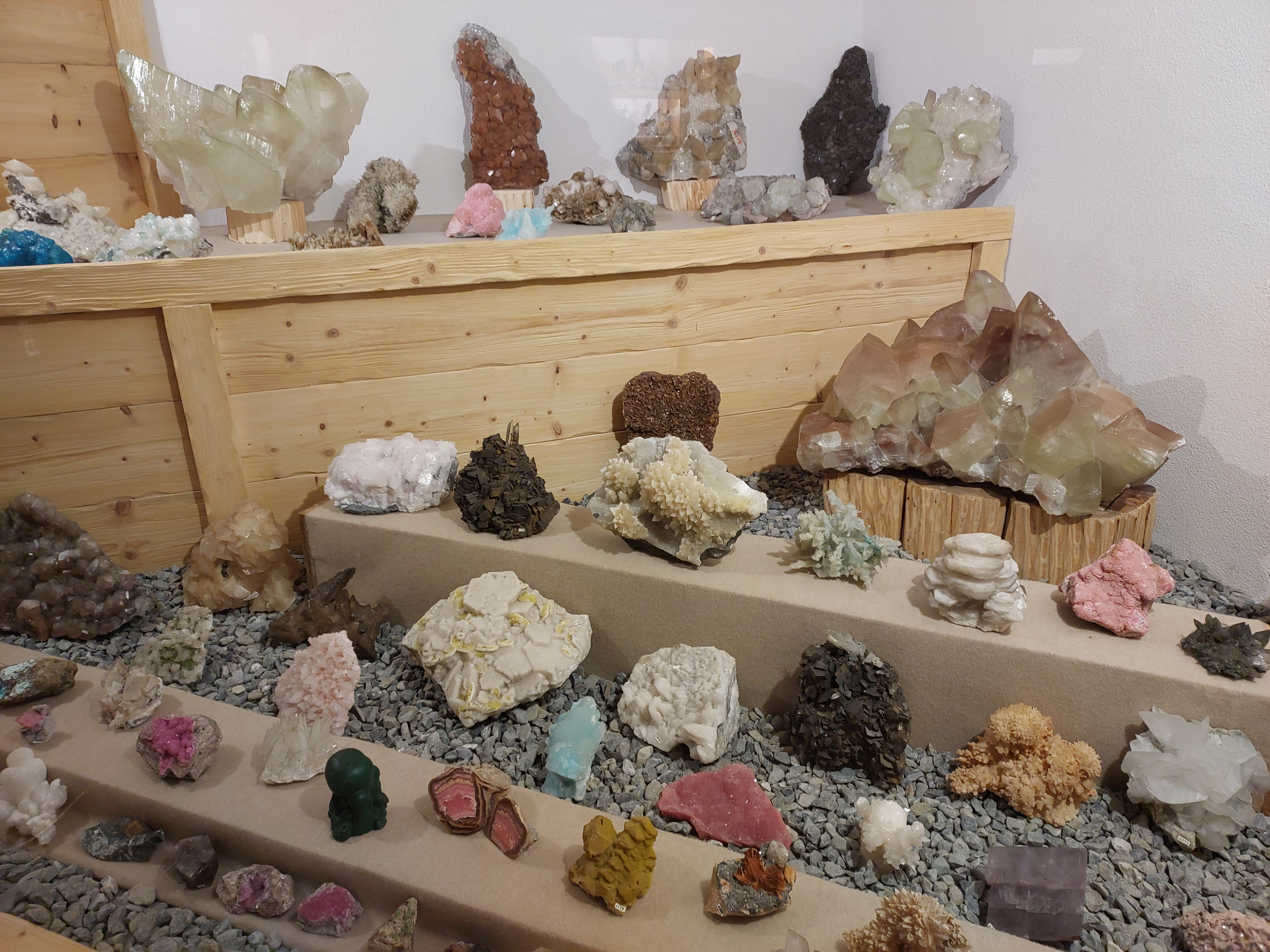
Vetrina esposizione Museo Mineralogico e Naturalistico di Bormio
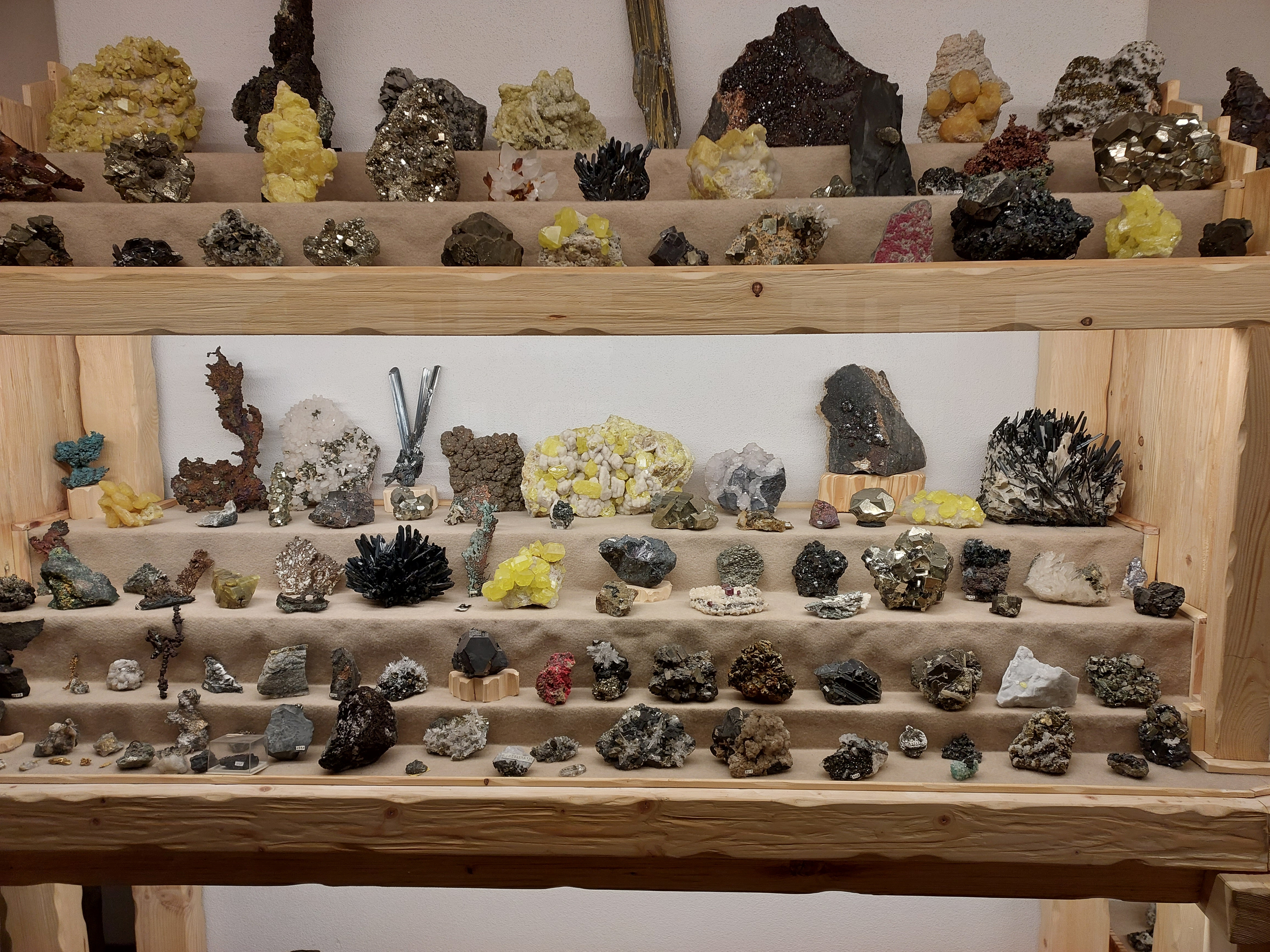
Vetrina esposizione Museo Mineralogico e Naturalistico di Bormio
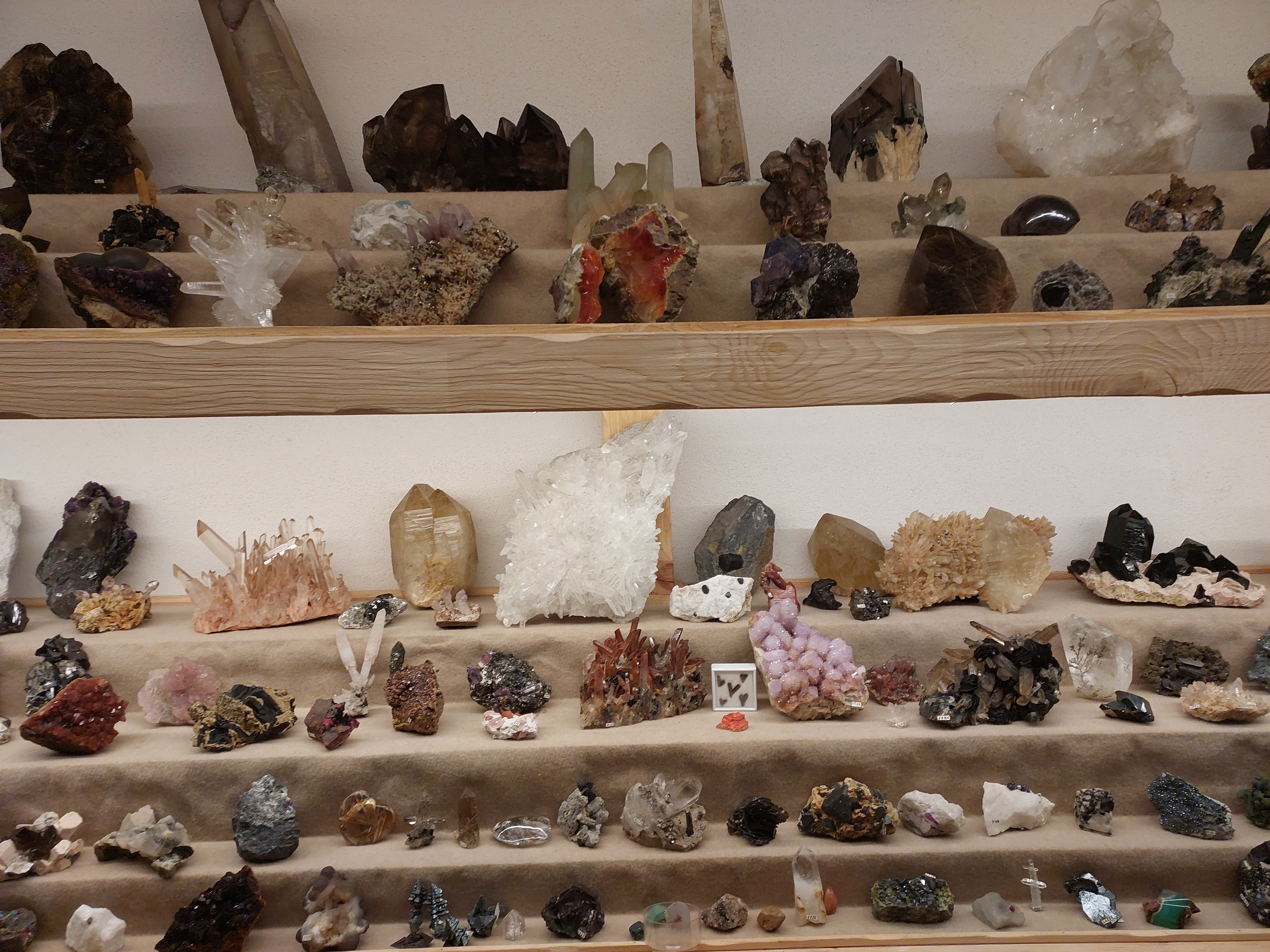
Vetrina esposizione Museo Mineralogico e Naturalistico di Bormio